# WSA World Tour 2011/12
Die WSA World Tour 2011/12 umfasst alle bestätigten Turniere der professionellen Damensquash-Saison 2011/12 der WSA World Tour. Die nach dem Monat sortierte Übersicht zeigt den Ort des Turniers an, dessen Namen, das ausgeschüttete Gesamtpreisgeld, sowie die Siegerin des Turniers. In der abschließenden Tabelle werden sämtliche Turniersiegerinnen nach der Menge ihrer Titel aufgelistet. Dabei ist es nicht relevant, welche Wertigkeit die von der Spielerin gewonnenen Turniere besaßen, auch wenn eine entsprechende Erfassung erfolgt.
In der Saison 2011/12 fanden insgesamt 66 Turniere statt. Das Gesamtpreisgeld betrug 1.335.600 US-Dollar. Weltmeisterin wurde Nicol David, die mit acht Turniersiegen gleichzeitig auch die meisten Titel in dieser Saison gewann.

## Tourinformationen

### Anzahl nach Turnierserie
| Turnierserie | WM 1 | WS Pl 2 | WS Go 3 | Go 60 4 | Go 45 | Si 30 5 | Si 20 | Tour 6 |
| ------------ | ---- | ------- | ------- | ------- | ----- | ------- | ----- | ------ |
| Anzahl       | 1    | 2       | 1       | 4       | 2     | 2       | 8     | 46     |
| Gesamt       | 1    | 3       | 3       | 16      | 16    | 16      | 16    | 46     |

## Turnierplan

### August
| Datum         | Ort         | Turnier                               | Preisgeld | Siegerin         |
| ------------- | ----------- | ------------------------------------- | --------- | ---------------- |
| 02.08.–07.08. | Vancouver   | BC Honda Sun & Surf Jericho Open 2011 | $ 27.450  | Samantha Terán   |
| 08.08.–14.08. | Canberra    | Viridian Australian Open 2011         | $ 74.000  | Nicol David      |
| 11.08.–14.08. | Southampton | Mohawk Hamptons Open 2011             | $ 10.000  | Latasha Khan     |
| 16.08.–20.08. | Nottingham  | Nottingham Open 2011                  | $ 4.000   | Vanessa Atkinson |

### September
| Datum         | Ort              | Turnier                            | Preisgeld | Siegerin          |
| ------------- | ---------------- | ---------------------------------- | --------- | ----------------- |
| 01.09.–04.09. | Washington, D.C. | Dread Sports Series 2011           | $ 6.800   | Siyoli Waters     |
| 02.09.–04.09. | Coffs Harbour    | North Coast Open 2011              | $ 4.000   | Liu Tsz-Ling      |
| 06.09.–11.09. | Irvine           | Orange County Open 2011            | $ 9.700   | Dipika Pallikal   |
| 14.09.–17.09. | Phoenix          | Southwest Open 2011                | $ 12.150  | Latasha Khan      |
| 20.09.–25.09. | New York City    | Carol Weymuller Open 2011          | $ 50.400  | Raneem El Weleily |
| 23.09.–28.09. | Alexandria       | Alexandria International Open 2011 | $ 20.000  | Nour El Sherbini  |

### Oktober
| Datum         | Ort                    | Turnier                                                         | Preisgeld | Siegerin         |
| ------------- | ---------------------- | --------------------------------------------------------------- | --------- | ---------------- |
| 29.09.–06.10. | Philadelphia           | US Open 2011                                                    | $ 60.000  | Laura Massaro    |
| 04.10.–09.10. | Hawally                | Sheikha Al Saad Open 2011                                       | $ 8.000   | Yathreb Adel     |
| 04.10.–09.10. | São Paulo              | Squash Grupo Pao de Acucar Open 2011                            | $ 7.200   | Thaisa Serafini  |
| 06.10.–09.10. | Kuala Lumpur           | NSC Series No1 2011                                             | $ 4.000   | Misaki Kobayashi |
| 09.10.–14.10. | Shanghai               | Bailian Youyicheng Shopping Mall & Yangzu Store China Open 2011 | $ 25.300  | Low Wee Wern     |
| 10.10.–14.10. | Monaco                 | Monte Carlo Classic 2011                                        | $ 20.000  | Natalie Grinham  |
| 11.10.–16.10. | Baltimore              | Dread Sports Series 2011                                        | $ 11.500  | Dipika Pallikal  |
| 15.10.–21.10. | Doha                   | Qatar Classic 2011                                              | $ 74.000  | Nicol David      |
| 17.10.–22.10. | Santiago de Compostela | Santiago Open 2011                                              | $ 6.800   | Birgit Coufal    |

### November
| Datum         | Ort        | Turnier                                  | Preisgeld | Siegerin       |
| ------------- | ---------- | ---------------------------------------- | --------- | -------------- |
| 29.10.–06.11. | Rotterdam  | Squash-Weltmeisterschaft der Frauen 2011 | $ 143.000 | Nicol David    |
| 04.11.–06.11. | Mackay     | Mackay Open 2011                         | $ 4.000   | Melody Francis |
| 08.11.–13.11. | Macau      | Macau Open 2011                          | $ 16.000  | Joey Chan      |
| 09.10.–13.11. | Saint Paul | Indian Summer Tournament 2011            | $ 6.100   | Ahn Eun-chun   |
| 11.11.–13.11. | Caboolture | Caboolture Open 2011                     | $ 4.000   | Megan Craig    |
| 13.11.–20.11. | Hongkong   | Cathay Pacific Hong Kong Open 2011       | $ 74.000  | Nicol David    |

### Dezember
| Datum         | Ort      | Turnier                      | Preisgeld | Siegerin         |
| ------------- | -------- | ---------------------------- | --------- | ---------------- |
| 29.11.–04.12. | London   | Coronation London Open 2011  | $ 6.000   | Tania Bailey     |
| 14.12.–18.12. | Hongkong | Crocodile Challenge Cup 2011 | $ 16.000  | Dipika Pallikal  |
| 16.12.–18.12. | Ilkeston | Manor Open 2011              | $ 4.000   | Sarah-Jane Perry |

### Januar
| Datum         | Ort           | Turnier                                   | Preisgeld | Siegerin              |
| ------------- | ------------- | ----------------------------------------- | --------- | --------------------- |
| 04.01.–08.01. | London        | WSA World Series Finals 2011/12           | $ 50.000  | Nicol David           |
| 11.01.–15.01. | Berwyn        | Liberty Bell Open 2012                    | $ 7.000   | Maria Toorpakai Wazir |
| 17.01.–22.01. | Greenwich     | GLO Greenwich Open 2012                   | $ 35.000  | Raneem El Weleily     |
| 19.01.–22.01. | Brisbane      | Australia Day Challenge 2012              | $ 5.000   | Sarah Cardwell        |
| 21.01.–26.01. | New York City | J. P. Morgan Tournament of Champions 2012 | $ 27.500  | Natalie Grinham       |
| 26.01.–29.01. | Edinburgh     | Artemis Edinburgh Open 2012               | $ 5.000   | Lauren Briggs         |
| 27.01.–30.01. | Kuala Lumpur  | NSC SRAM Series No.2 2012                 | $ 5.000   | Siti Munirah Jusoh    |
| 27.01.–01.02. | Cleveland     | Cleveland Classic 2012                    | $ 50.000  | Nicol David           |

### Februar
| Datum         | Ort          | Turnier                                           | Preisgeld | Siegerin         |
| ------------- | ------------ | ------------------------------------------------- | --------- | ---------------- |
| 01.02.–05.02. | Wilmington   | Delaware Open 2012                                | $ 10.000  | Delia Arnold     |
| 02.02.–05.02. | Winnipeg     | Meadowood Pharmacy Winnipeg Winter Club Open 2012 | $ 10.000  | Emma Beddoes     |
| 09.02.–13.02. | Mikkeli      | Savcor Finnish Open 2012                          | $ 6.200   | Emily Whitlock   |
| 28.02.–02.03. | Montreal     | Montreal Open 2012                                | $ 5.000   | Samantha Cornett |
| 28.02.–03.03. | Kuala Lumpur | NSC SRAM Series No.3 2012                         | $ 5.000   | Emily Whitlock   |

### März
| Datum         | Ort          | Turnier                                            | Preisgeld | Siegerin         |
| ------------- | ------------ | -------------------------------------------------- | --------- | ---------------- |
| 14.03.–17.03. | Chevy Chase  | National Capital Open 2012                         | $ 10.000  | Amanda Sobhy     |
| 19.03.–23.03. | Denver       | Hashim Khan Championship 2012                      | $ 5.500   | Misaki Kobayashi |
| 18.03.–23.03. | Montreal     | Atwater Cup 2012                                   | $ 25.000  | Alison Waters    |
| 22.03.–25.03. | London       | Wells & Young Wimbledon Cup 2012                   | $ 5.000   | Lauren Briggs    |
| 22.03.–25.03. | Genf         | Swiss Open 2012                                    | $ 5.000   | Emily Whitlock   |
| 25.03.–29.03. | Toronto      | Granite Open 2012                                  | $ 11.000  | Alison Waters    |
| 26.03.–31.03. | Kuala Lumpur | CIMB Nicol David KL Open Squash Championships 2012 | $ 70.000  | Nicol David      |
| 30.03.–01.04. | Canberra     | ACT Open 2012                                      | $ 5.000   | Kylie Lindsay    |

### April
| Datum         | Ort      | Turnier                             | Preisgeld | Siegerin      |
| ------------- | -------- | ----------------------------------- | --------- | ------------- |
| 02.04.–07.04. | Istanbul | Avrupa Konutlari International 2012 | $ 5.000   | Salma Hany    |
| 17.04.–22.04. | Houston  | Champion Fiberglass Texas Open 2012 | $ 25.000  | Camille Serme |
| 18.04.–22.04. | Hongkong | Buler Challenge Cup 2012            | $ 15.000  | Joey Chan     |
| 23.04.–28.04. | Dublin   | Cannon Kirk Homes Irish Open 2012   | $ 25.000  | Alison Waters |

### Mai
| Datum         | Ort             | Turnier                                    | Preisgeld | Siegerin              |
| ------------- | --------------- | ------------------------------------------ | --------- | --------------------- |
| 12.05.–20.05. | London          | Allam British Open 2012                    | $ 95.000  | Nicol David           |
| 15.05.–20.05. | Guatemala-Stadt | Internacional Sporta Open 2012             | $ 5.000   | Nicolette Fernandes   |
| 18.05.–20.05. | Alice Springs   | NT Open 2012                               | $ 5.000   | Milou van der Heijden |
| 22.05.–26.05. | Chennai         | Chennai Open 2012                          | $ 10.000  | Joshna Chinappa       |
| 23.05.–29.05. | Mexiko-Stadt    | Mexico Open 2012                           | $ 10.000  | Yathreb Adel          |
| 25.05.–27.05. | Perth           | City of Perth International Challenge 2012 | $ 5.000   | Liu Tsz-Ling          |

### Juni
| Datum         | Ort           | Turnier                             | Preisgeld | Siegerin              |
| ------------- | ------------- | ----------------------------------- | --------- | --------------------- |
| 08.06.–10.06. | Tanunda       | Toyota Barossa Valley Open 2012     | $ 5.000   | Melody Francis        |
| 13.06.–17.06. | Plympton Park | South Australian Open 2012          | $ 5.000   | Amanda Landers-Murphy |
| 18.06.–22.06. | L’Île-Rousse  | WSA L’Île-Rousse International 2012 | $ 5.000   | Sarah-Jane Perry      |
| 26.06.–01.07. | Paris         | Des Pyramides Open 2012             | $ 35.000  | Alison Waters         |

### Juli
| Datum         | Ort       | Turnier                   | Preisgeld | Siegerin    |
| ------------- | --------- | ------------------------- | --------- | ----------- |
| 02.07.–08.07. | Melbourne | Victorian Open 2012       | $ 10.000  | Song Sun-mi |
| 12.07.–15.07. | Bellerive | Tasmanian Open 2012       | $ 5.000   | Megan Craig |
| 26.07.–29.07. | Sydney    | New South Wales Open 2012 | $ 5.000   | Line Hansen |

## Turniersiegerinnen
| Platz | Spielerin             | Siege | WM 1 | WS Pl 2 | WS Go 3 | Go 60 4 | Go 45 | Si 30 5 | Si 20 | Tour 6 |
| ----- | --------------------- | ----- | ---- | ------- | ------- | ------- | ----- | ------- | ----- | ------ |
| 1.    | Nicol David           | 8     | 1    | 2       | 1       | 3       | 1     |         |       |        |
| 2.    | Alison Waters         | 4     |      |         |         |         |       | 1       | 2     | 1      |
| 3.    | Dipika Pallikal       | 3     |      |         |         |         |       |         |       | 3      |
| 3.    | Emily Whitlock        | 3     |      |         |         |         |       |         |       | 3      |
| 5.    | Yathreb Adel          | 2     |      |         |         |         |       |         |       | 2      |
| 5.    | Lauren Briggs         | 2     |      |         |         |         |       |         |       | 2      |
| 5.    | Joey Chan             | 2     |      |         |         |         |       |         |       | 2      |
| 5.    | Megan Craig           | 2     |      |         |         |         |       |         |       | 2      |
| 5.    | Raneem El Weleily     | 2     |      |         |         |         | 1     | 1       |       |        |
| 5.    | Melody Francis        | 2     |      |         |         |         |       |         |       | 2      |
| 5.    | Natalie Grinham       | 2     |      |         |         |         |       |         | 2     |        |
| 5.    | Latasha Khan          | 2     |      |         |         |         |       |         |       | 2      |
| 5.    | Misaki Kobayashi      | 2     |      |         |         |         |       |         |       | 2      |
| 5.    | Liu Tsz-Ling          | 2     |      |         |         |         |       |         |       | 2      |
| 5.    | Sarah-Jane Perry      | 2     |      |         |         |         |       |         |       | 2      |
| 16.   | Ahn Eun-chun          | 1     |      |         |         |         |       |         |       | 1      |
| 16.   | Delia Arnold          | 1     |      |         |         |         |       |         |       | 1      |
| 16.   | Vanessa Atkinson      | 1     |      |         |         |         |       |         |       | 1      |
| 16.   | Tania Bailey          | 1     |      |         |         |         |       |         |       | 1      |
| 16.   | Emma Beddoes          | 1     |      |         |         |         |       |         |       | 1      |
| 16.   | Sarah Cardwell        | 1     |      |         |         |         |       |         |       | 1      |
| 16.   | Joshna Chinappa       | 1     |      |         |         |         |       |         |       | 1      |
| 16.   | Samantha Cornett      | 1     |      |         |         |         |       |         |       | 1      |
| 16.   | Birgit Coufal         | 1     |      |         |         |         |       |         |       | 1      |
| 16.   | Nour El Sherbini      | 1     |      |         |         |         |       |         | 1     |        |
| 16.   | Nicolette Fernandes   | 1     |      |         |         |         |       |         |       | 1      |
| 16.   | Line Hansen           | 1     |      |         |         |         |       |         |       | 1      |
| 16.   | Salma Hany            | 1     |      |         |         |         |       |         |       | 1      |
| 16.   | Siti Munirah Jusoh    | 1     |      |         |         |         |       |         |       | 1      |
| 16.   | Amanda Landers-Murphy | 1     |      |         |         |         |       |         |       | 1      |
| 16.   | Kylie Lindsay         | 1     |      |         |         |         |       |         |       | 1      |
| 16.   | Laura Massaro         | 1     |      |         |         | 1       |       |         |       |        |
| 16.   | Thaisa Serafini       | 1     |      |         |         |         |       |         |       | 1      |
| 16.   | Camille Serme         | 1     |      |         |         |         |       |         | 1     |        |
| 16.   | Amanda Sobhy          | 1     |      |         |         |         |       |         |       | 1      |
| 16.   | Song Sun-mi           | 1     |      |         |         |         |       |         |       | 1      |
| 16.   | Samantha Terán        | 1     |      |         |         |         |       |         | 1     |        |
| 16.   | Maria Toorpakai Wazir | 1     |      |         |         |         |       |         |       | 1      |
| 16.   | Milou van der Heijden | 1     |      |         |         |         |       |         |       | 1      |
| 16.   | Siyoli Waters         | 1     |      |         |         |         |       |         |       | 1      |
| 16.   | Low Wee Wern          | 1     |      |         |         |         |       |         | 1     |        |

 1 WSA Weltmeisterschaft

 2 WSA World Series Platinum

 3 WSA World Series Gold

 4 WSA Gold

 5 WSA Silver

 6 WSA Tour